# Дура (фильм, 1991)
«Ду́ра» — советский художественный фильм по мотивам одноимённой пьесы Марселя Ашара. Последняя работа режиссёра Алексея Коренева.

## Сюжет
Мари Лантане обнаружена в состоянии обморока с револьвером в руках в доме банкира, где она служила горничной. Шофёр банкира, её любовник, убит. В совершении преступления подозревается Мари. Следователь Севинье по мере ознакомления с материалами дела оказывается перед выбором: пойти по лёгкому пути, к которому его склоняет высокое начальство, и тем самым обвинить легкомысленную горничную — или же выяснить правду, при этом сохранив свою честь, но сильно рискнув карьерой.

## В ролях
- Валерия Богук — Мари Лантане, горничная, подозреваемая
- Николай Караченцов — Камиль Севинье, следователь
- Анна Самохина — Антуанетта, жена следователя
- Лариса Удовиченко — Доминик Боревер, госпожа, у которой служили Мари Лантане и Мигель Остос
- Вениамин Смехов — Бенжамен Боревер, муж Доминик, господин, у которого служили Мари Лантане и Мигель Остос
- Михаил Муромов — Мигель Остос, шофёр
- Сергей Мигицко — Морестан, секретарь следователя
- Евгений Тиличеев — Кардиналь, адвокат
- Михаил Кокшенов — Лабланш, товарищ прокурора (озвучка — Владимир Ферапонтов)
- Юрий Казючиц — мужчина, жаждущий Мари Лантане
- Александр Беспалый — полицейский
- Анатолий Кляшторный — священник

## Съёмочная группа
- Автор сценария: Алексей Коренев
- Режиссёр: Алексей Коренев
- Оператор: Борис Олифер
- Художник-постановщик: Вячеслав Кубарев
- Композитор: Михаил Муромов
- Текст песен: Лариса Рубальская
- Звукорежиссёр: Александр Голуб
- Монтаж: Вера Коляденко
- Продюсеры: Геральд Бежанов, Валерий Фатеев